# نبرد اودنرد
نبرد اودنرد نبردی کلیدی طی جنگ‌های جانشینی اسپانیا بود که در ۱۱ ژوئیه ۱۷۰۸ میلادی بین نیروهای بریتانیا، جمهوری هلند و امپراتوری مقدس روم از یک طرف و فرانسه در طرف دیگر رخ داد. این نبرد در اودنرد، شهری در بلژیک، به روی داد و با پیروزی متفقین (بریتانیا-هلند-امپراتوری مقدس روم) به پایان رسید.